# Nikolái Sorokin
Nikolái Tíjonovich Sorokin (en ruso: Николай Тихонович Сорокин, nacido el 19 de enero de 1900 en Kiev, fallecido el 16 de marzo de 1984 en Tiflis), fue un ajedrecista soviético.

## Trayectoria como ajedrecista

### De 1923 a 1930
En 1923, fue 4º-5º, empatado con P. Komarov, y por detrás de Aleksandr Serguéyev (vencedor del Torneo), Borís Verlinski y Veniamín Sozin, en el Torneo de las Ciudades, celebrado en Petrogrado. En el mismo año, fue 2º, por detrás del vencedor Fedir Bohatyrchuk, en el Torneo de Kiev.
En 1924, fue 3º en Kiev (Campeonato Nacional de Ucrania), por detrás de Yákov Vilner (vencedor del Torneo) y Bogatyrchuk. Asimismo, en el mismo año fue 4º, por detrás de Nikolái Zubarev (vencedor del Torneo), Lev Travin y Solomon Slonim, en el Torneo de las Ciudades, celebrado en Moscú.
En 1925, quedó 2º, por detrás de Vilner, en el 2º Campeonato Nacional de Ucrania, celebrado en Járkov. En 1926, fue 4º-6º, empatado con Dmitry Grigorenko y B. Shapiro, en Odesa (3º Campeonato Nacional de Ucrania), con triunfo conjunto de Borís Verlinski y Mijaíl Marski.
En 1927, logró el triunfo en el Torneo celebrado en Tiflis, así como en un Cuadrangular celebrado en la misma ciudad. En 1928, logró el triunfo, junto con Viktor Goglidze, en el 1º Campeonato Nacional de Georgia, celebrado en Tiflis.
En 1929, fue 2º, por detrás del vencedor Vladímir Makogónov, en el Torneo celebrado en Bakú. En el mismo año, fue 2º-3º, empatado con Goglidze, y por detrás del vencedor Vladímir Nenarokov, en el Torneo celebrado en Tiflis.

### De 1931 a 1940
En 1931, fue 13º en Moscú (7º campeonato Nacional de la URSS), por detrás de Mijaíl Botvínnik (vencedor del Torneo), Nikolai Riumin, Boris Verlinski, Vladimir Alatortsev, Mijaíl Yudovich, Fiódor Bogatyrchuk, Iliá Kan, Vsévolod Rauzer, Isaak Mazel, Gueorgui Lisitsin, Vladímir Kirílov y Aleksandr Ilín-Zhenevski. En 1933 fue 15º en Leningrado (8º Campeonato Nacional de la URSS), por detrás de Botvínnik (ganador del Torneo), Alatortsev, Grigori Levenfish, Lisitsin, Iliá Rabinóvich, Rauzer, Vitali Chejover, Bogatyrchuk, Kan, Piotr Romanovski, Riumin, Verlinski, Yudovich y Leonid Savitski. En el mismo año, ganó el Campeonato de las Repúblicas del Cáucaso. Asimismo, fue 5º, por detrás de Alatortsev y Goglidze (vencedores conjuntos del Torneo), Makogónov y Savitski, en el Torneo Nacional de Tiflis.
En 1934, obtuvo el triunfo en el 1º Campeonato Nacional de Armenia, celebrado en Ereván
En 1935, quedó 4º, por detrás de Guénrij Kasparián (vencedor del Torneo), Arjil Ebralidze y Suren Abramián, en el 4º Campeonato Europeo de Repúblicas. En el mismo año, venció en el Campeonato de Abjasia-Sujumi.
En 1936, fue 8º-9º, empatado con Nikolái Shumilin, y por detrás de Ígor Bondarevski (vencedor del Torneo), Makogónov, Abram Model, Grigori Goldberg, Aleksandr Kótov, Pulatjon Saidjanov y Anatoli Ufimtsev, en el Torneo de Toda la Unión, celebrado en Leningrado.

### De 1941 a 1954
En 1941, fue 5º, tras Ebralidze (vencedor del Torneo), Makogónov, Vladas Mikenas y Goglidze, en el 4º Campeonato Nacional de Georgia, celebrado en Kutaisi. En 1944, fue 12º en el 5º Campeonato Nacional de Georgia.
En 1946, fue 1º en el Torneo de Candidatos a Maestro en Leningrado.
En 1948, fue 5º, tras Mijaíl Shishov (ganador del Torneo), Aleksandr Blagidze, Gershkovich y Akaki Pirtsjalava, en el Campeonato Nacional de Georgia. En el mismo año, quedó 14º en el 13º Campeonato de Uzbekistán. Asimismo, fue 4º en el Campeonato Europeo de Repúblicas, por detrás de Makogónov, Tigrán Petrosián y Ebralidze.
En 1949, fue 10º en el Torneo Nacional de Uzbekistán, celebrado en Tashkent, con triunfo de Petrosián.
En 1950, quedó 2º, por detrás de Blagidze, en el 11º Campeonato de Georgia. Asimismo, fue 3º-4º, junto con Anatoli Bannik, y por detrás de Gueorgui Ilivitski (vencedor del Torneo) y Aleksandr Busláyev, en el Torneo Nacional de Georgia, celebrado en Tiflis.
En 1951, logró el triunfo en el 12º Campeonato de Georgia, celebrado en Tiflis. En el mismo año, fue 11º en el Campeonato de Uzbekistán.
En 1953, fue 6º en el 14º Campeonato Nacional de Georgia, con triunfo final de Blagidze. En 1954, fue 12º en el Campeonato Nacional de Bielorrusia, celebrado en Minsk, con victoria de Vladímir Saiguin.

## Aportación teórica al Ajedrez
Contribuyó, junto a Aleksandr Ilín-Zhenevski en una Variante de la Defensa Alekhine :
1. e4 Rf6 2. e5 Rd5 3. d4 d6 4. c4 Rb6 5. f4 de 6. fe Rc6 7. Rf3 SG4 8. E6? Fe 9. c5?
La idea pertenece a Sorokin, quien en 1927 lo compartió con Ilín-Ginebra, y él lo utilizó en 1936 en el partido contra Gregory Levenfisha donde entonces tenía 9 años. Rd5 ... 10. Sb5 FD7 11. Kbd2 g6 12. FA4 Sg7 13. Re5 C: e5 14. de Re3 15. Fe4 FD4? Pruebas posteriores mostraron que el mejor 15. 0-0 ...! F: e3 Rb4! con una posición ganadora para Negro.

## Biografía
- Diccionario de ajedrez / Ch. Ed. L. I. Abramov , comp. G. M. Geiler . - M :. Educación Física y el Deporte , 1964. - S. 339-340. - 120.000 copias.
- Ajedrez. Diccionario Enciclopédico / hl. Ed. A. Karpov . - M :. Enciclopedia Soviética de 1990. - S. 373. - 100 000 ejemplares. - ISBN 5-85270-005-3